# Lonchaea desantisi
Lonchaea desantisi är en tvåvingeart som beskrevs av Blanchard 1948. Lonchaea desantisi ingår i släktet Lonchaea och familjen stjärtflugor. Inga underarter finns listade i Catalogue of Life.